# 雷尼夫
49°46′13″N 25°23′10″E / 49.77028°N 25.38611°E

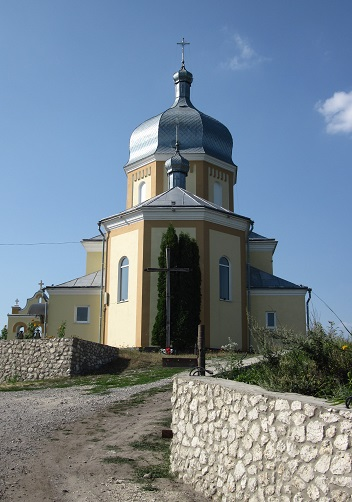

雷尼夫（羅馬化：Reniv）是位於烏克蘭西部特諾皮爾州特諾皮爾區的村莊，始建於1452年，面積1.02平方公里，2001年人口930，人口密度每平方公里915.4人。